# マネーロンダリングに関する金融活動作業部会
マネーロンダリングに関する金融活動作業部会（マネーロンダリングにかんするきんゆうかつどうさぎょうぶかい、英語: Financial Action Task Force on Money Laundering、フランス語: Groupe d'Action Financière Internationale contre le blanchiment d'argent）は、マネー・ロンダリング（資金洗浄）対策における国際協調を推進するため設立された政府間機関（政府間会合）。一般的にはFATF、あるいはGAFIの略称で知られており、日本語でも単に金融活動作業部会と呼ばれることが多い。

## 概要
1989年にフランスのパリで開催されたアルシュ・サミットでの経済宣言を受けて設立された。
当初は麻薬犯罪に関する洗浄防止を目的とした金融制度の構築を主な目的としていたが、2001年9月11日のアメリカ同時多発テロ事件発生以降は、テロ組織への資金供与に関する国際的な対策と協力の推進にも取り組んでいる。
主な活動は次のとおりである。
- マネーロンダリング対策及びテロ資金対策に関する国際基準（FATF勧告）の策定及び見直し
- FATF参加国（地域）相互間におけるFATF勧告の遵守状況の監視（相互審査）
- FATF非参加国（地域）に対する、マネーロンダリング対策及びテロ資金対策推進のための支援活動

また、2000年からはマネーロンダリング対策に非協力的な国・地域を「非協力国」として特定・公表し、是正措置を求めている。
事務局はパリの経済協力開発機構（OECD）事務局内に設置されているが、組織的には独立した別個のものである。
FATFはビットコインを免許制にすべきであると主張している。

## 「40の勧告」
1990年に、資金洗浄防止のために各国が法執行、刑事法制、金融規制の各分野で採るべき措置を「資金洗浄に関する40の勧告」（The 40 Recommendations on Money Laundering）として提言した（第一次勧告）。
1996年にはマネー・ロンダリング対策の前提となる犯罪を薬物犯罪から一定の重大な犯罪にまで拡充（第二次勧告）するなど、この勧告は随時改訂され、その基準は国際通貨基金及び世界銀行の実施する金融セクター評価プログラム（FSAP;Financial Sector Assessment Program）の一部に利用されている。2003年の第三次勧告においては、マネー・ロンダリングの処罰する範囲の拡大・明確化、本人確認等の顧客管理の徹底、法人形態を利用したマネー・ロンダリングへの対応、指定非金融業者・職業専門家（DNFBPs）への勧告適用、マネー、ロンダリングに関わる国内外政府機関の協調などが勧告された。
- 主な内容
  - 資金洗浄を犯罪として取り締まること
  - 匿名・偽名による顧客管理の禁止
  - 資金洗浄、テロ資金供与に関係する疑いのある取引の届出の義務付け
  - 資金洗浄、テロ資金供与に関係する疑いのある取引情報を管理する機関（FIU）の設立
  - 国際協力の実施

## 「9の特別勧告」
2001年に、テロ資金対策のために「テロ資金供与に関する8の特別勧告」（8　Special Recommendations on Terrorist Financing）を策定。
2004年に国境を越える物理的な資金移動を防止するための措置が追加され「9の特別勧告」（9 Special Recommendations）となった。
- 主な内容
  - テロ資金供与を犯罪として取り締まること
  - テロリストの資産の凍結・没収の実施
  - テロ資金供与に関係する疑いのある取引の届出の義務付け
  - 電信送金について送金人情報付与

## 「新40の勧告」
2012年に勧告が改訂され、これまでの「40の勧告」及び「9の特別勧告」が統合された（第四次勧告）。
- その他改定の主なポイント
  - リスク・ベース・アプローチの強化
  - 法人・信託、電信送金システムに関する透明性の向上
  - マネロン・テロ資金供与対策のための当局の機能及び国際協力体制の強化
  - 新たな脅威への対応

## 準拠状況
項目別の格付けを以下に示す。
| Rating                              | 日本（2008年） | 日本（2008年） | フランス（2011年） | フランス（2011年） |
| Rating                              | 40の勧告       | 9の特別勧告    | 40の勧告           | 9の特別勧告        |
| ----------------------------------- | -------------- | -------------- | ------------------ | ------------------ |
| 遵守（Compliant）                   | 4              | 0              | 7                  | 2                  |
| ほぼ遵守（Largely Compliant）       | 17             | 2              | 23                 | 6                  |
| 部分的に遵守（Partially Compliant） | 9              | 6              | 9                  | 1                  |
| 非遵守（Non-Compliant）             | 9              | 1              | 1                  | 0                  |
| N/A                                 | 1              | 0              | 0                  | 0                  |

### 日本
日本は、FATFによる2008年の第3次相互審査において、多くの法制度上の不備事項の指摘を受けた。
そこで日本国政府は、顧客管理を強化するため、犯罪による収益の移転防止に関する法律の立法措置を講じた。
しかし、2014年6月のFATF全体会合において日本に対して、第3次審査で指摘された多数の不備事項について必要な改善がなされてこなかったとして、以下の「重要な不備」を改善するよう声明が出された。
- テロ資金供与の犯罪化が不完全
- 金融機関、非金融機関に対するマネー・ローンダリングの予防措置や顧客管理に関する要件や義務の欠如
- テロリストの資産凍結に関する仕組みが不完全
- パレルモ条約（国際組織犯罪防止条約）の未締結（その後、組織的な犯罪の処罰及び犯罪収益の規制等に関する法律改正により、2017年8月に締結した）

## 参加国・地域及び機関
2023年6月時点
- アルゼンチン
- オーストラリア
- オーストリア
- ベルギー
- ブラジル
- カナダ
- 中華人民共和国
- デンマーク
- フィンランド
- フランス
- ドイツ
- ギリシャ
- 香港
- アイスランド
- インド
- アイルランド
- イタリア
- 日本
- 韓国
- ルクセンブルク
- マレーシア
- メキシコ
- オランダ
- ニュージーランド
- ノルウェー
- ポルトガル
- シンガポール
- 南アフリカ共和国
- スペイン
- スウェーデン
- スイス
- トルコ共和国
- イギリス
- アメリカ合衆国
- 欧州委員会
- 湾岸協力理事会

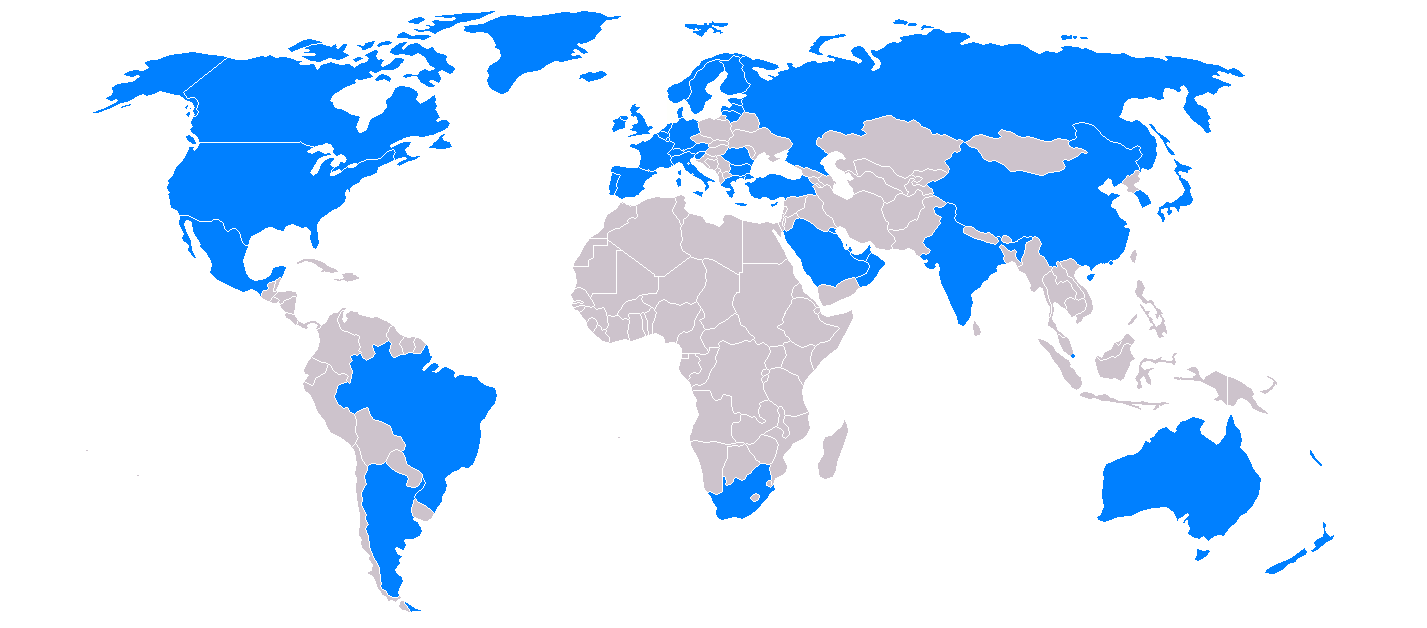
参加国

- ロシア（ウクライナへの侵攻を受けて2023年2月24日に加盟停止処分[1]）

## FATFの効果あるいは影響
FATFは、その基準が厳格になるにつれて、補助金の状況における補助への積立金にアクセスするような国々においてNGOの活動を困難にさせた。FATFの基準は、主に中東やテロリストが乗っ取る国々で活動するNGOに対して衝撃を与えた。FATFによって行われた勧告が、FATFの勧告に逆らっていくそれらの状況においてしばしば生じる、NGOのものにとって制限を特に述べていないことを主張する者もいる。